# 哈佛大学天文台

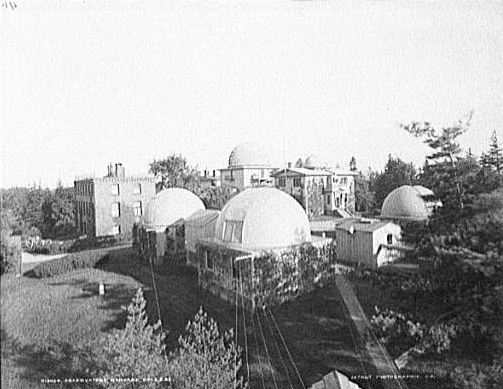
哈佛大学天文台，摄于1900年前后

哈佛大学天文台（英語：Harvard College Observatory，缩写：HCO）座落在美国马萨诸塞州的坎布里奇，建立于1839年，是美国建立的第一座大型天文台，是哈佛大学艺术和科学学院下属的研究机构，并为哈佛大学天文系的教学活动提供设备等方面的支持。1973年，哈佛大学天文台与史密松天体物理台共同组成了哈佛-史密松天体物理中心。

## 历史
哈佛大学天文台的历史可以追溯到美国著名天文学家威廉·邦德。1815年，邦德访问了英国，受哈佛大学的委托，考察了欧洲的天文台，目的是要在美国建立天文台。邦德还在自己家中建立了一个屋顶可以开合的小型天文台。1839年，哈佛大学提议将邦德的私人天文台并入大学，称为哈佛大学天文台，邦德接受了邀请，并担任首任台长。1847年6月24日，哈佛大学天文台从德国购置的口径15英寸（38厘米）的折射望远镜正式启用，是当时世界上最大的望远镜。1848年，威廉·邦德和他的儿子乔治·菲利普斯·邦德在这里发现了土卫七，1850年11月，他们又共同发现了土星的第三个环——C环。1847年至1852年间，邦德父子与摄影先驱约翰·亚当斯·惠普尔一起使用15英寸望远镜进行了天体照相的工作，拍摄了月亮的照片，并于1851年在英国伦敦举办的万国工业博览会上获奖。1850年7月16日至17日夜，邦德父子和惠普尔和使用银版照相法共同拍摄了织女星的照片，这是人类拍摄的第一张恒星的照片。1857年他们又拍摄了大熊座的开阳双星等照片。1859年威廉·邦德去世后，他的儿子乔治·菲利普斯·邦德接任哈佛大学天文台台长。
1876年到1918年期间，美国著名天文学家爱德华·皮克林成为哈佛大学天文台的第四任台长。在他任职期间，发起并主持编制了星表，提出用照相方法建立世界第一个测光系统的标准——北极星序，并用色指数的方法对恒星光谱进行分类，还发现了第一颗分光双星。皮克林积极鼓励女性从事天文研究，招募了一些聋哑女性对天文台拍摄的照相底片进行测量和分类工作，做出了很多重要的发现。她们当中包括主持恒星光谱分类的坎农、发现造父变星周光关系的勒维特等人。在40多年时间里，哈佛大学天文台分析了超过50万颗恒星的光谱，编纂成10册的亨利·德雷伯星表，由哈佛大学天文台发展出来的恒星光谱分类法将恒星分为O、B、A、F、G、K、M等类，被称为哈佛分类法。1920年代，包含北天极附近96颗恒星测光结果的北极星序发表，对天文学的发展产生了深远的影响。1921年至1952年间，美国天文学家沙普利担任台长，他主要从事球状星团和造父变星的研究，提出了银河系的中心不是太阳系，太阳系处在银河系的边缘。他主张银河系是宇宙中的主要天体，观测到的旋涡星云是位于银河系内部的天体。